# OFAB-500U
OFAB-500U (ros. ОФАБ-500У) – współczesna rosyjska bomba odłamkowo-burząca. Bomba wyposażona została w spadochron hamujący dzięki czemu może być zrzucana z niewielkich wysokości. Bomba wyposażona jest w elektroniczny zapalnik który może być programowany przed zrzutem przez pilota. Zależnie od sytuacji taktycznej bomba może eksplodować w powietrzu (działanie odłamkowe), przy uderzeniu w cel (działanie burzące) lub z opóźnieniem (działanie przeciwbetonowe), możliwy jest także ukierunkowany wybuch ładunku bojowego (działanie kumulacyjne).